# Calea ferată Podu Iloaiei-Hârlău
Calea ferată Podu Iloaiei-Hârlău este o cale ferată din România care leagă Podu Iloaiei de Hârlău. Aceasta a fost construită în anul 1910 și trebuia să ajungă până la Botoșani, dar lucrările nu au fost terminate. Distanța pe calea ferată între Podu Iloaiei și Hârlău este de 41 de km.

## Vezi și
- Mari proiecte nefinalizate (România)
- Calea ferată Hârlău–Botoșani